# Стадницький став
Стадницький став — орнітологічний заказник місцевого значення. Розташований у Тетіївському районі Київської області.
Заказник знаходиться у підпорядкуванні Стадницької сільської ради Тетіївського району. Оголошений рішенням 16 сесії ХХІ скликання Київської обласної Ради народних депутатів від 10 березня 1994 р.
Заказник є ставом у заплаві р. Стадниця, на якому концентрується значна кількість водоплавних птахів – пірникоза чорношия, пірникоза велика, лиска, крижень, лебідь-шипун та кулики.